# Kim Mi-Ri
Kim Mi-Ri (18 de abril de 1990) es una deportista surcoreana que compitió en judo. Ganó una medalla de bronce en el Campeonato Asiático de Judo de 2012 en la categoría de –52 kg.

## Palmarés internacional
| Campeonato Asiático | Campeonato Asiático  | Campeonato Asiático | Campeonato Asiático |
| Año                 | Lugar                | Medalla             | Categoría           |
| ------------------- | -------------------- | ------------------- | ------------------- |
| 2012                | Taskent (Uzbekistán) | Medalla de bronce   | –52 kg              |